# Volodymyr Dibrova
 (février 2016).
Si vous disposez d'ouvrages ou d'articles de référence ou si vous connaissez des sites web de qualité traitant du thème abordé ici, merci de compléter l'article en donnant les références utiles à sa vérifiabilité et en les liant à la section « Notes et références ».
Volodymyr Dibrova (ukrainien : Володимир Діброва, né le 11 août 1951, à Donetsk, Ukraine) est un écrivain, dramaturge et traducteur ukrainien. Il écrit en ukrainien.

## Biographie
Diplômé de l'Université de Kiev (1973), il a obtenu son doctorat en littérature en 1988 (ses recherches portaient sur l’œuvre de Flann O'Brien). 
Dès 1994, Volodymyr Dibrova vit aux États-Unis. Il enseigne à l'Institut des études ukrainiennes de l'Université Harvard.
Ses premières nouvelles paraissent en "samvydav" (section ukrainienne de samizdat) dès les années 1970.
Ses œuvres sont traduites et publiées au Canada, aux États-Unis (North Western University Press), en Allemagne, en Écosse, en Hongrie, en Pologne.

## Œuvres

### En ukrainien
- «Des textes nommés et pas nommés» (Тексти з назвами і без назв), Kiev, «Molod'», 1990
- «Les chansons de Beatles» (Пісні Бітлз) (Kiev, «Alternatyva», 1991
- «Les partys» (Збіговиська) (Kiev, «Krytyka», 1999
- «Vybgané» (Вибгане), Kiev, «Krytyka», 2002
- «Autour de la table» (Довкола столу), Kiev, «Fact», 2005
- «Andriivski ouzviz» (Андріївський узвіз), Kiev, «Fact», 2007 et 2008

### Traduits en anglais
Dibrova, Volodymyr (1996). Peltse and Pentameron (Writings from an Unbound Europe). Traduit par Halyna Hryn. Evanston, IL: North Western University Press. 198 pages.  (ISBN 081011237X et 978-0810112377)